# Shizhu
För andra betydelser, se Shizhu (olika betydelser).
Shizhu, tidigare stavat Shihchu, är ett autonomt härad för tujiafolket i Chongqings storstadsområde i sydvästra Kina. Det ligger omkring 180 kilometer öster om det centrala stadsdistriktet Yuzhong.
Shizhu tillhörde tidigare Sichuan-provinsen, men överfördes till Chongqing när staden fick provinsstatus 1997.

## Administrativ indelning
Häradet är indelat i tre stadsdelsdistrikt, 17 köpingar och 13 socknar.
Stadsdelsdistrikt (jiedao):

- Nanbin (南宾街道)
- Wan'an (万安街道)
- Xialu (下路街道)

Köpingar (zhen):

- Daxie (大歇镇)
- Fengmu (枫木镇)
- Huanghe (黄鹤镇)
- Huangshui (黄水镇)
- Lengshui (冷水镇)
- Linxi (临溪镇)
- Longsha, (龙沙镇)
- Mawu (马武镇)
- Qiaotou (桥头镇)
- Sanhe (三河镇)
- Shazi (沙子镇)
- Wanchao (万朝镇)
- Wangchang (王场镇)
- Xituo (西沱镇)
- Yanxi (沿溪镇)
- Yuchi (鱼池镇)
- Yuelai (悦崃镇)

Socknar (xiang):

- Hezui (河嘴乡)
- Jinling (金铃乡)
- Jinzhu (金竹乡)
- Lichang (黎场乡)
- Liutang (六塘乡)
- Longtan (龙潭乡)
- Sanxing (三星乡)
- Sanyi (三益乡)
- Shijia (石家乡)
- Wangjia (王家乡)
- Xinle (新乐乡)
- Xixin (洗新乡)
- Zhongyi (中益乡)